# Bumerang (revista de Nueva Frontera)
Bumerang fue una revista de cómic española, publicada por la editorial Nueva Frontera entre 1978 y 1979, con 24 números publicados. Combinaba el material español con el importado.

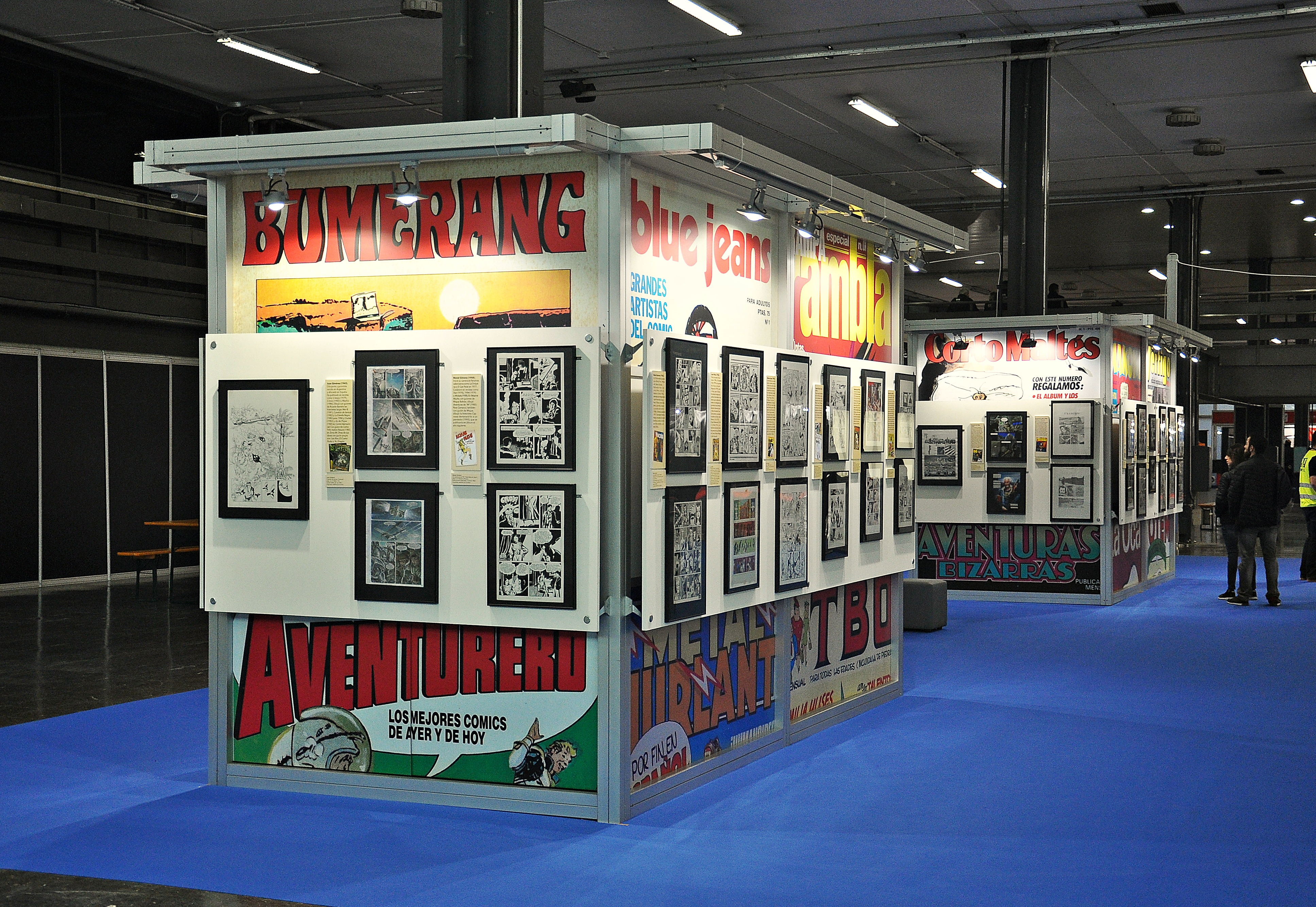
Imagen de la ed. del 2018 del Salón Internacional del Cómic de Barcelona.

A partir del número 14 pasó a titularse Super Bumerang, destacando las siguientes historietas:
| Números          | Título                          | Guion               | Dibujo              | Tipo           | Procedencia    |
| ---------------- | ------------------------------- | ------------------- | ------------------- | -------------- | -------------- |
| 1-2              | Amargo                          | Víctor de la Fuente | Víctor de la Fuente | Serie          |                |
| 1, 3, 8, 9       | Al Crane                        | Gérard Lauzier      | Alexis              | Serie          |                |
| 3-4              | Mathai-Dor                      | Víctor de la Fuente | Víctor de la Fuente | Serie          | "Trinca"       |
| 3                | Escenas de la vida de periferia | Caza                | Caza                | Serie          |                |
| 5-6              | Los escorpiones del desierto    | Hugo Pratt          | Hugo Pratt          | Serie          |                |
| 5                | Number One                      | Artur Aldomá        | Artur Aldomá        | Serie          |                |
| 7                | Alma de Dragón                  | Esteban Maroto      | Esteban Maroto      | Serie          | "Trinca"       |
| 8, 9, 10, 11, 12 | Andy Capp                       | Reg Smythe          | Reg Smythe          | Tira de prensa |                |
| 9-12             | Los náufragos del tiempo        | Paul Gillon         | Jean-Claude Forest  | Serie          |                |
| 12               | Thorgal                         | Jean Van Hamme      | Grzegorz Rosinski   | Serie          |                |
| 15               | Garth                           |                     | Frank Bellamy       | Tira de prensa | Daily Mirror   |
| 15, 17           | Wes Slades                      |                     | George Stokes       | Tira de prensa | Sunday Express |
| 16, 17           | Sturmtruppen                    | Bonvi               | Bonvi               | Tira de prensa |                |
| 16               | Buddy Longway                   | Derib               | Derib               | Serie          |                |
| 17               | Dulce Violeta                   | G. Dewamme          | J. C. Servais       | Serie          |                |
| 21               | En el bar                       | Carlos Sampayo      | José Muñoz          | Serie          |                |
| 22-              | Soledad                         | Fisher              | Tito                | Serie          | À Suivre       |
| 24               | Jeff Hawke                      |                     | Sydney Jordan       | Tira de prensa | Daily Express  |